# 采尔大街
50°06′52″N 8°41′01″E / 50.11444°N 8.68361°E
采尔大街（Zeil；德語：[ˈtsaɪl]）是德国法兰克福市中心的一条街道。路名可追溯到14世纪，意为“排”，原来是指其北侧东端的一排房屋；后来才延伸为整条街的名称。
自19世纪末以来，这条街就是德国最着名，最繁忙的购物街之一。二战之前，这条街还以宏伟建筑著称，不过其中绝大部分都已被毁，并且并未重建。采尔大街的西段是行人专用区，介于两个广场之间：西面的卫戍大本营（Hauptwache）和东面的康斯塔布勒瓦赫广场（Konstablerwache）。这两个广场都是重要的地铁、电车和公共汽车的枢纽。 采尔大街的东段，被称为“新采尔大街”，连接康斯塔布勒瓦赫广场和Friedberger Anlage。

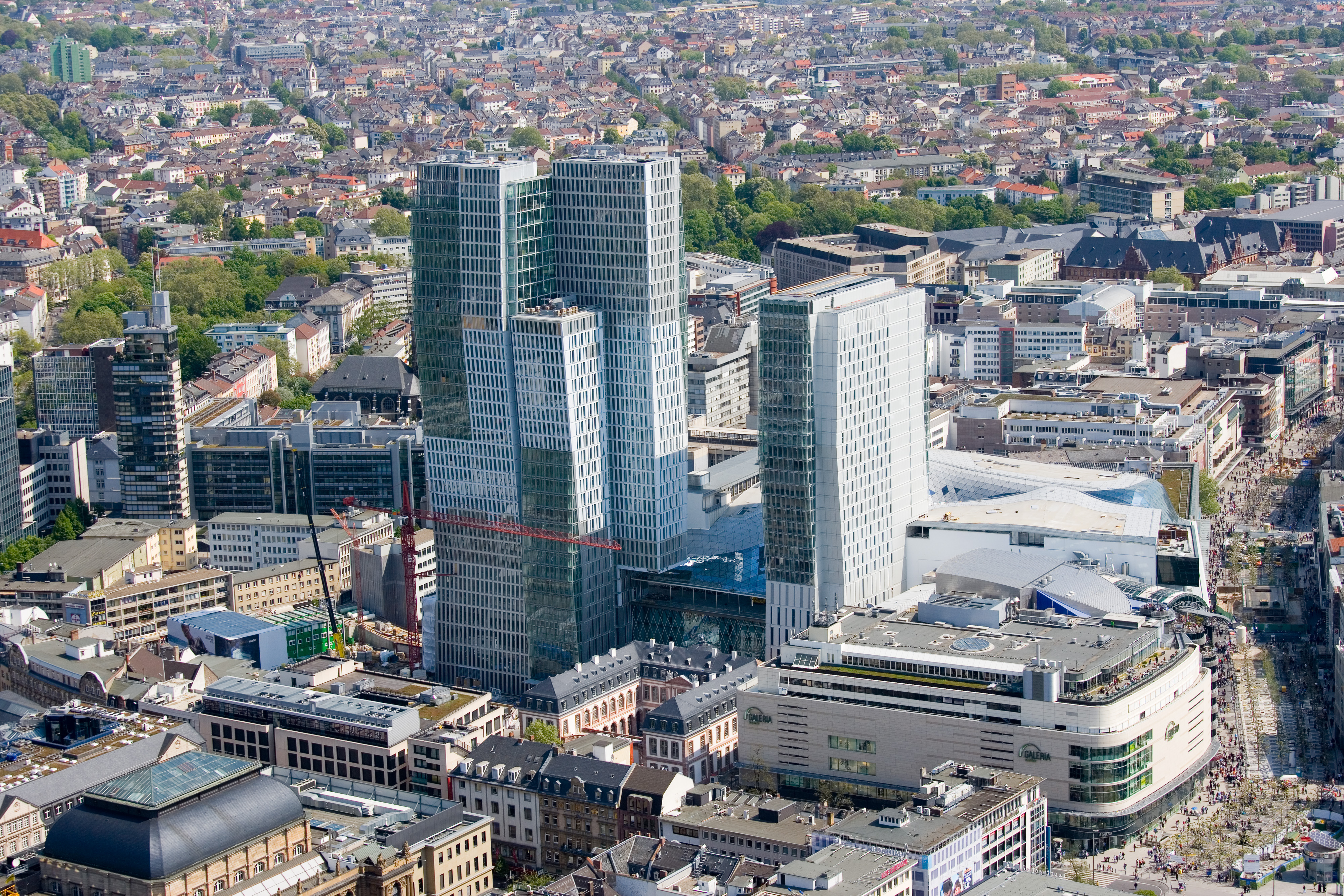
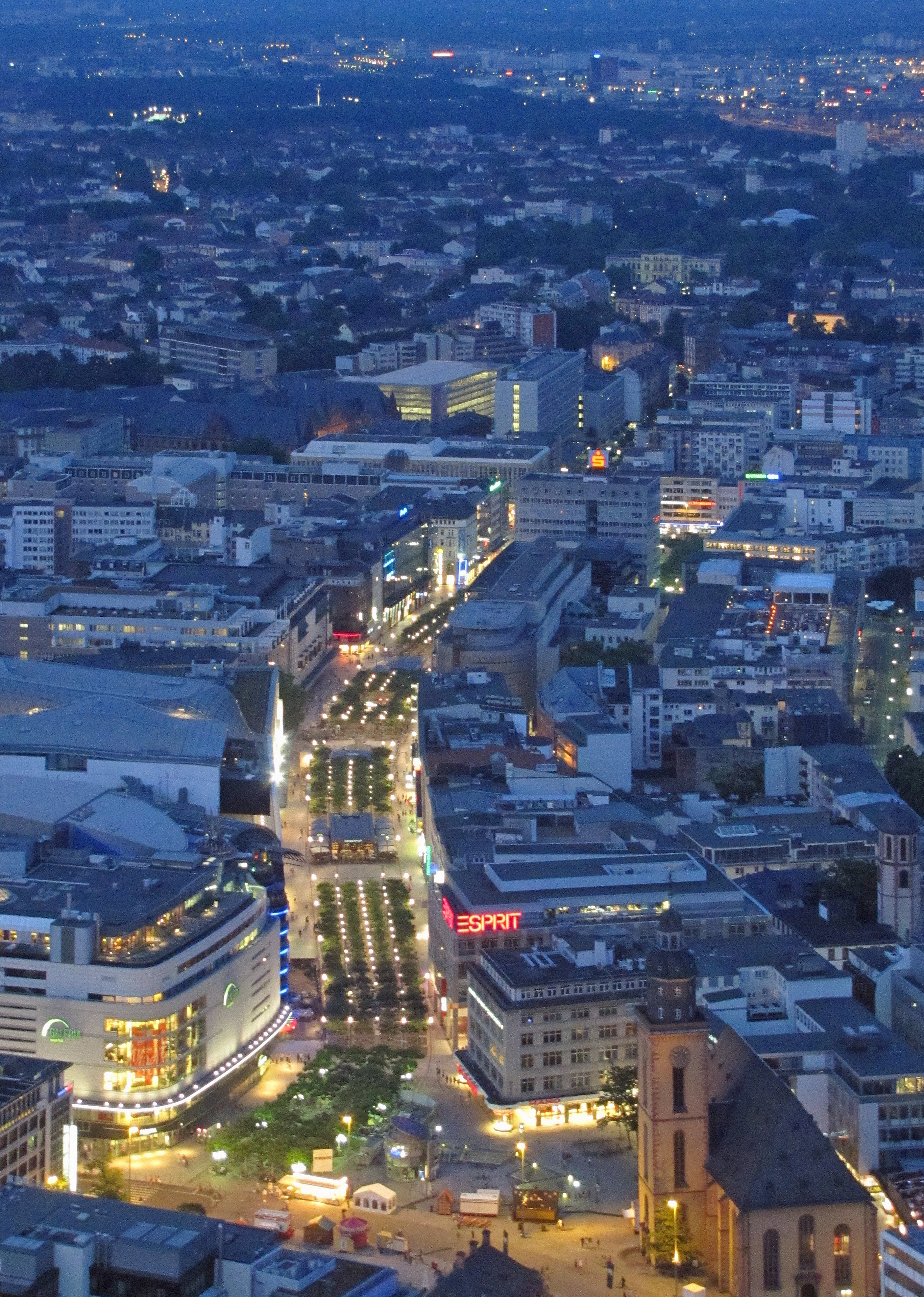
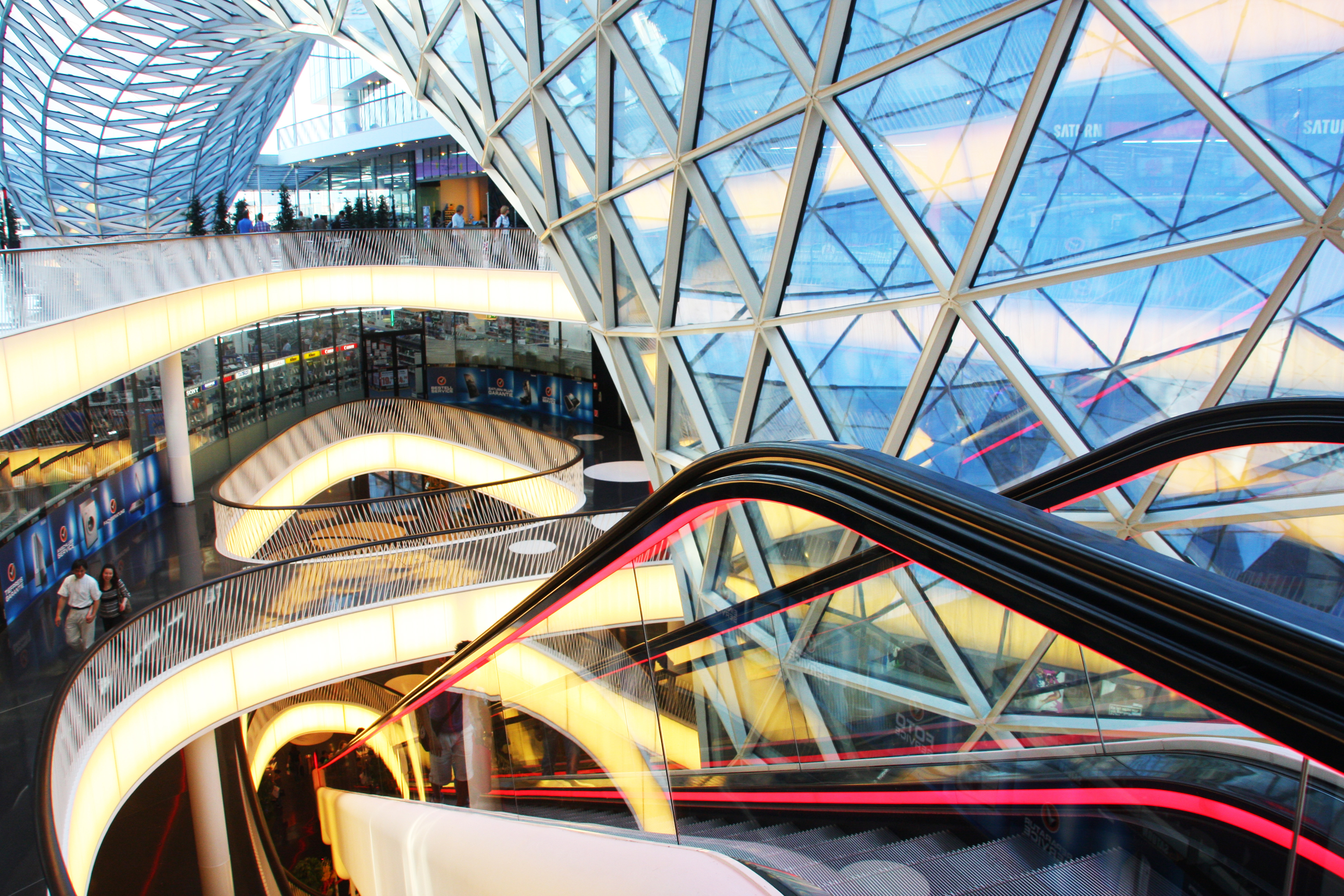
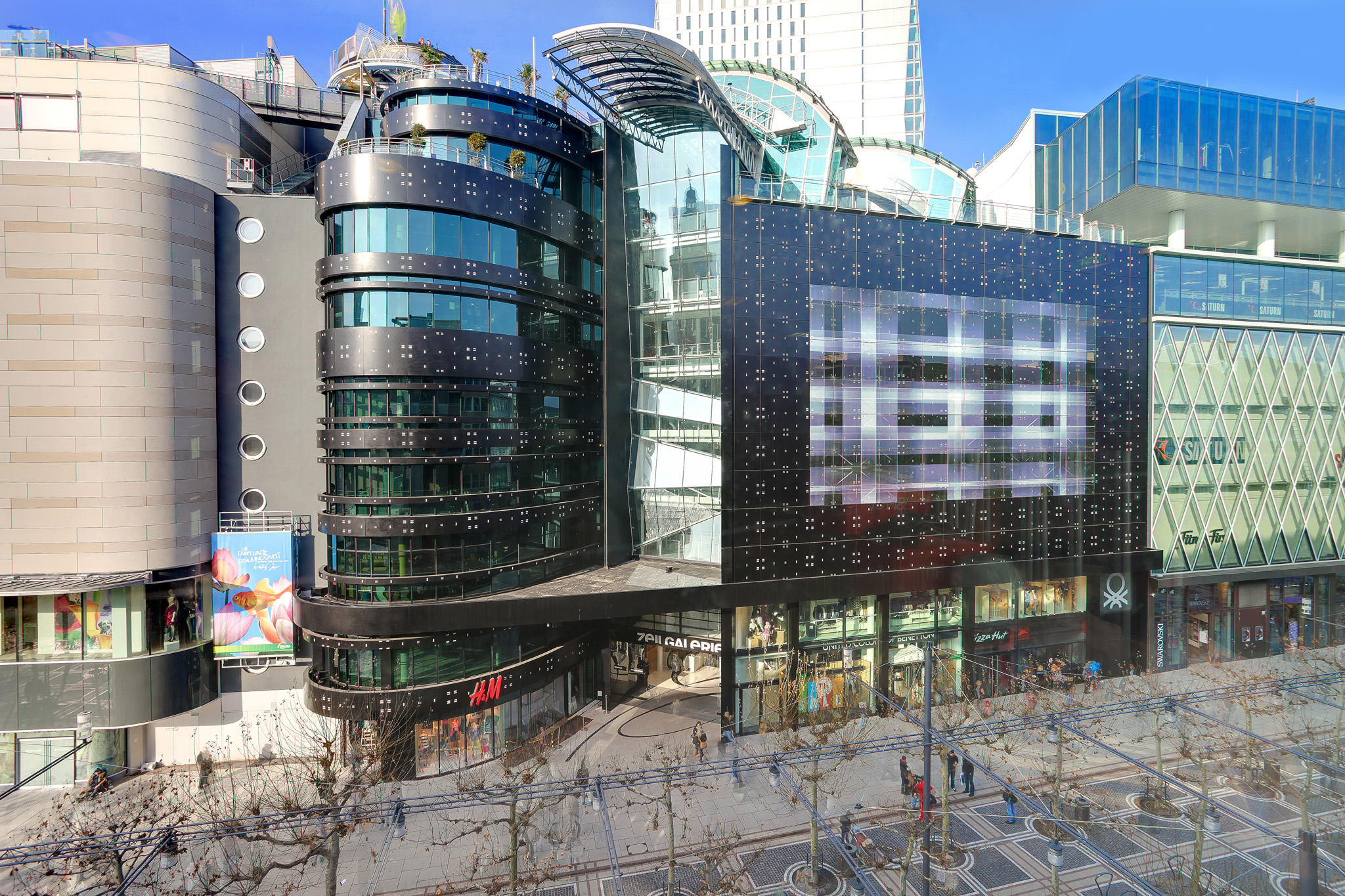
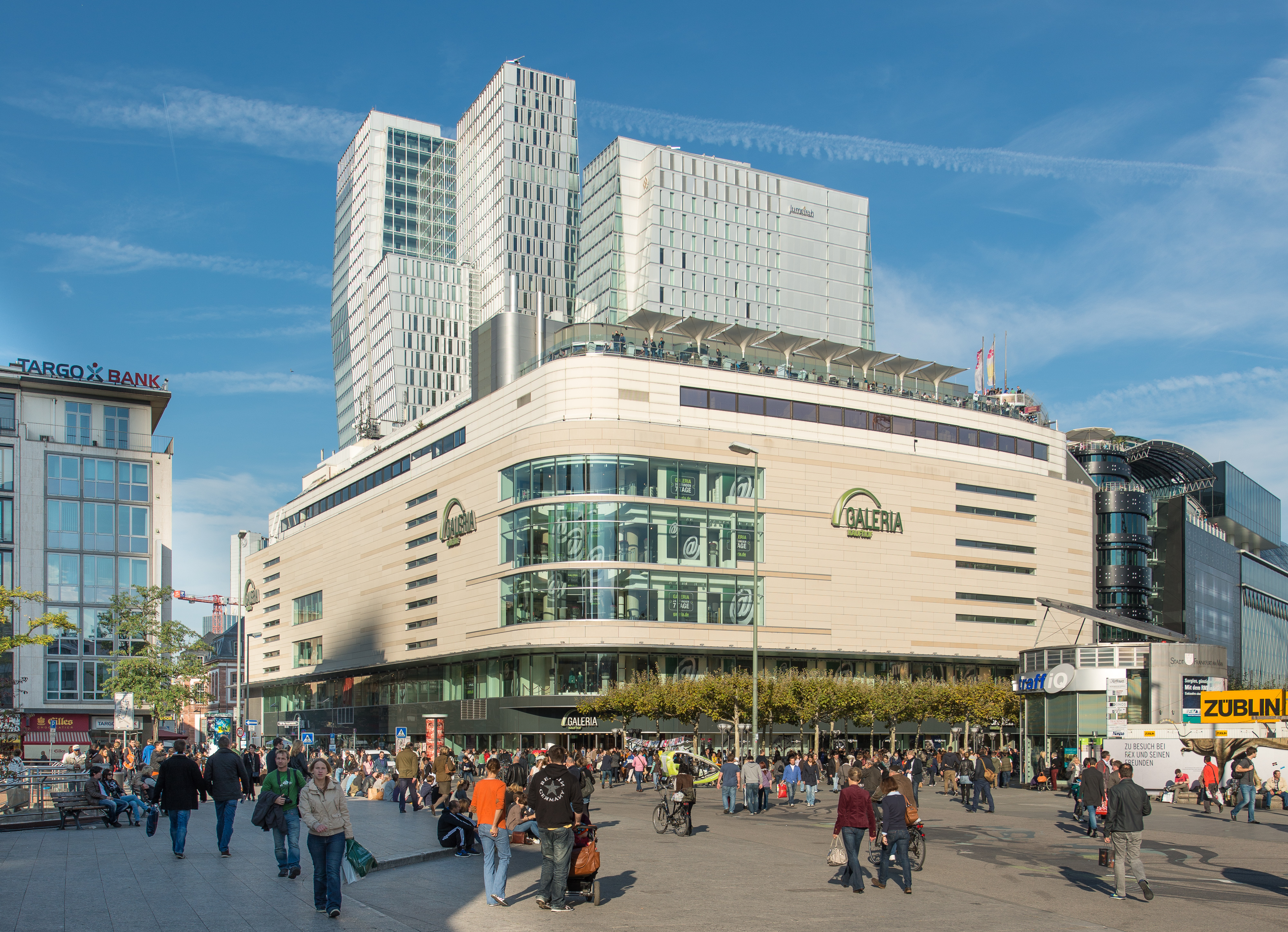

行人专用区已向西延伸至交易所街。 